# Eduard Löwen
Eduard Löwen (ur. 28 stycznia 1997 w Idar-Oberstein) – niemiecki piłkarz rosyjskiego pochodzenia występujący na pozycji pomocnika w amerykańskim klubie St. Louis City SC. Wychowanek 1. FC Kaiserslautern, w trakcie swojej kariery grał także w takich zespołach, jak 1. FC Nürnberg, Hertha BSC, FC Augsburg oraz VfL Bochum. Młodzieżowy reprezentant Niemiec.